# Kevin Alejandro

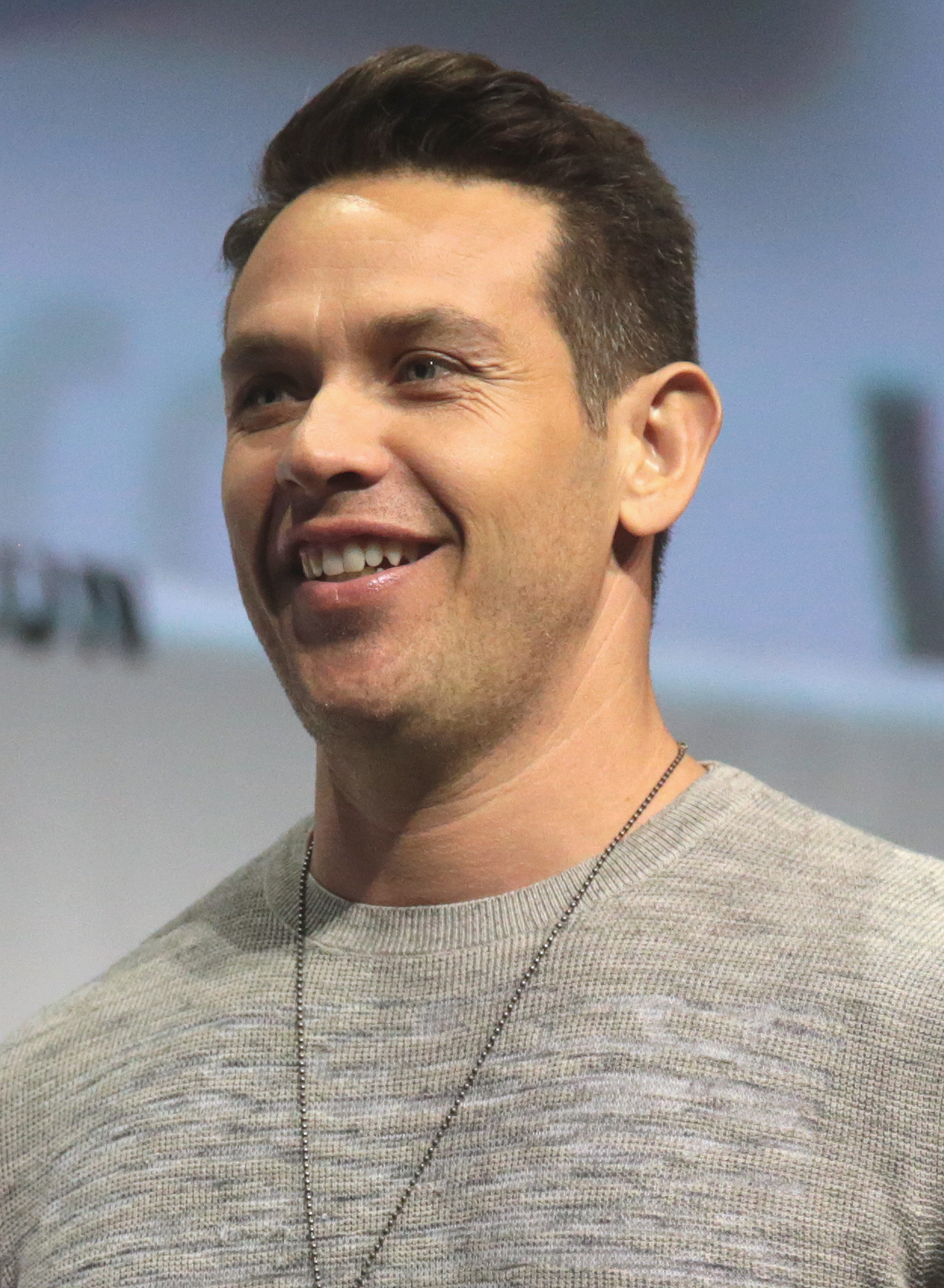
Kevin Alejandro bei der WonderCon 2017

Kevin Michael Alejandro (* 7. April 1976 in San Antonio, Texas) ist ein US-amerikanischer Schauspieler und Regisseur, der vor allem durch seine häufige Präsenz in Fernsehserien bekannt wurde.

## Leben
Schon in der Schulzeit interessierte sich Kevin Alejandro für die Schauspielerei. Er besuchte die Universität von Texas. Danach zog er nach Los Angeles, um Schauspieler zu werden.
Kevin Alejandro ist verheiratet und hat einen Sohn (geb. 2008).

## Filmografie (Auswahl)
Als Schauspieler
- 2003: Crossing Jordan – Pathologin mit Profil (Crossing Jordan, Fernsehserie, 1 Folge)
- 2003: Las Vegas (Fernsehserie, 1 Folge)
- 2004: Charmed – Zauberhafte Hexen (Charmed, Fernsehserie, 1 Folge)
- 2004–2005: Schatten der Leidenschaft (The Young and the Restless, Fernsehserie, 15 Folgen)
- 2005: 24 (Fernsehserie, 3 Folgen)
- 2005: JAG – Im Auftrag der Ehre (JAG, Fernsehserie, 1 Folge)
- 2005: Alias – Die Agentin (Alias, Fernsehserie, 1 Folge)
- 2005: CSI: NY (Fernsehserie, 1 Folge)
- 2005: Nemesis – Der Angriff (Threshold, Fernsehserie, 1 Folge)
- 2005: Medium – Nichts bleibt verborgen (Medium, Fernsehserie, 1 Folge)
- 2005: Constantine
- 2006: Without a Trace – Spurlos verschwunden (Without a Trace, Fernsehserie, 1 Folge)
- 2006: Big Love (Fernsehserie, 1 Folge)
- 2006: CSI: Miami (Fernsehserie, 1 Folge)
- 2006: Navy CIS (NCIS, Fernsehserie, 1 Folge)
- 2006: Sleeper Cell (Fernsehserie, 7 Folgen)
- 2006–2007: Ugly Betty (Fernsehserie, 8 Folgen)
- 2007–2008: Shark (Fernsehserie, 16 Folgen)
- 2008: Strange Wilderness
- 2008: Burn Notice (Fernsehserie, 1 Folge)
- 2008: Sons of Anarchy (Fernsehserie, 2 Folgen)
- 2008: Gemini Division (Fernsehserie, 5 Folgen)
- 2008: Knight Rider (Fernsehserie, 1 Folge)
- 2008–2009: Weeds – Kleine Deals unter Nachbarn (Weeds, Fernsehserie, 4 Folgen)
- 2009: Eleventh Hour – Einsatz in letzter Sekunde (Eleventh Hour, Fernsehserie, 1 Folge)
- 2009: Crossing Over
- 2009: Heroes (Fernsehserie, 1 Folge)
- 2009: Drop Dead Diva (Fernsehserie, 1 Folge)
- 2009: Melrose Place (Fernsehserie, 1 Folge)
- 2009–2011: Southland (Fernsehserie, 17 Folgen)
- 2010: The Mentalist (Fernsehserie, 1 Folge)
- 2010: Psych (Fernsehserie, 1 Folge)
- 2010: Parenthood (Fernsehserie, 3 Folgen)
- 2010: Law & Order: Special Victims Unit (Fernsehserie, 1 Folge)
- 2010–2012: True Blood (Fernsehserie, 23 Folgen)
- 2011: Kühles Grab
- 2011: Red State
- 2011: Bones – Die Knochenjägerin (Bones, Fernsehserie, 1 Folge)
- 2011: Cassadaga – Hier lebt der Teufel
- 2012: Breakout Kings (Fernsehserie, 1 Folge)
- 2012: GCB (Fernsehserie, 1 Folge)
- 2013: Golden Boy (Fernsehserie, 13 Folgen)
- 2013–2014: Arrow (Fernsehserie, 12 Folgen)
- 2015: Grey’s Anatomy (Fernsehserie, 3 Folgen)
- 2015: The Returned (Fernsehserie, 10 Folgen)
- 2016–2021: Lucifer (Fernsehserie)
- 2021–2024: Arcane (Fernsehserie, Stimme von Jayce Talis)
- 2022: Aristoteles und Dante entdecken die Geheimnisse des Universums (Aristotle and Dante Discover the Secrets of the Universe)
- seit 2022: Fire Country (Fernsehserie)

Als Regisseur
- 2018, 2020–2021: Lucifer (Fernsehserie, 4 Folgen)
- 2023: Das Vermächtnis von Montezuma (National Treasure: Edge of History, Fernsehserie, 1 Folge)